# Kristelig-demokratiske Nationale Bondeparti (Rumænien)
Det Kristelig-demokratiske Nationale Bondeparti (rumænsk: Partidul Naţional Ţărănesc Creştin Democrat PNŢ-CD) er et politisk parti i Rumænien. Det moderne parti blev stiftet efter den Rumænske revolution af 1989 men påstår at fortsætte Iuliu Manius Nationale Bondeparti som blev forbudt i 1947.
Oprindeligt blev partiet stiftet under navnet "Kristelig og Demokratiske Nationale Bondeparti". I marts 2003 forenes partiet med et mindre parti, Foreningen for rumænsk rekonstruktion, og skiftede navn til det Kristelig-demokratiske Folkeparti. I 2008 skiftede partiet navn til Kristelig-demokratiske Nationale Bondeparti.
Partiet ledte regeringen i 1996-99 i alliance med Nationalliberalerne. Men ved valget i 2008 fik partiet kun ca. 2% af stemmerne og blev ikke repræsenteret Nationalforsamlingen, Senatet eller Europa-Parlamentet. Ved valget i 2012 blev partiet genindvalgt i deputerkammeret med ét ud af 412 medlemmer samt en repræsentant i senatet ud af 176 medlemmer.
PNŢ-CD er medlem af Europæisk Folkeparti.

## Vigtige medlemmer
- Victor Ciorbea
- Gavril Dejeu
- Marian Petre Miluţ (nuværende partichef)
- Radu Vasile

## Ekstern henvisning
Officiel hjemmeside (kun på rumænsk) Arkiveret 17. februar 2010 hos  Wayback Machine